# Hybrid (уэльская группа)
Hybrid — британское трио, исполняющее электронную музыку.

## История
Hybrid был сформирован в уэльском городе Суонси, в начале девяностых. Встретившись впервые в клубе,  ребята написали несколько очень популярных ремиксов. Трое музыкантов, состоящих из Майкла Трумана, Криса Хилингса и Ли Маллина, изначально занимались ремиксами на различные группы и считали это простым увлечением, но вскоре оно превратилось в профессиональную музыкальную карьеру.
Подписав контракт с лейблом Distinct’ive Records, музыканты выпустили свой дебютный альбом Wide Angle, часть записи которого проходила в Москве в стенах Мосфильма. В записи дебюта приняли участие певица Джулия Круз и Российский Федеральный Оркестр.
В июле 1999 года композиция «Finished Symphony» была отмечена на первых строчках сингл-чартов Великобритании. Покорение чартов продолжилось в сентябре с синглом «If I Survive», где присутствовал вокал Джулии Круз, и непосредственно с альбомом Wide Angle. Успех пластинки привлек к себе внимание лейбла Kinetic, который впоследствии выпустил альбом в Америке, в сентябре 2000 года. В то время музыканты сопровождали гастрольный тур Moby.
Спустя год Hybrid выпустили альбом ремиксов Remix And Additional Production By... На данном релизе музыканты представили свои версии композиций от: Energy 52, Moby, BT, Filter, Future Sound Of London, DJ Rap и др.
В своих произведениях Hybrid умело сочетает элементы различных электронных направлений, таких как брейкбит, транс, эмбиент, а также симфоническую музыку.
Музыку Hybrid можно встретить во многих фильмах, таких как «Форсаж 5», «Домино», «Люди Икс: Начало. Росомаха».

## Дискография

### Студийные альбомы
| Год  | Альбом                |
| ---- | --------------------- |
| 1999 | Wide Angle            |
| 2003 | Morning Sci-Fi        |
| 2006 | I Choose Noise        |
| 2010 | Disappear Here        |
| 2018 | Light Of The Fearless |
| 2021 | Black Halo            |

### Ремикс-альбомы
| Год  | Альбом                              |
| ---- | ----------------------------------- |
| 2001 | Remix and Additional Production by… |
| 2007 | Hybrid Re_Mixed                     |
| 2008 | Soundsystem 01                      |